# Kelly (kouzelnice)
Květoslava Juřík Kellnerová, známá jako Kelly (* 6. ledna 1988 Olomouc) je česká profesionální kouzelnice a iluzionistka. Zařazena do TOP 19 nejlepších kouzelnic světa. Finalistka soutěže Česko Slovensko má talent. Viceprezidentka kouzelnického klubu The Art of Magic Club. Lektorka kouzelnické akademie a spoluautorka kouzelnických sad The Art of Magic. Influencerka, digitální tvůrkyně a bavička. Podílí se na natáčení televizních pořadů.

## Životopis

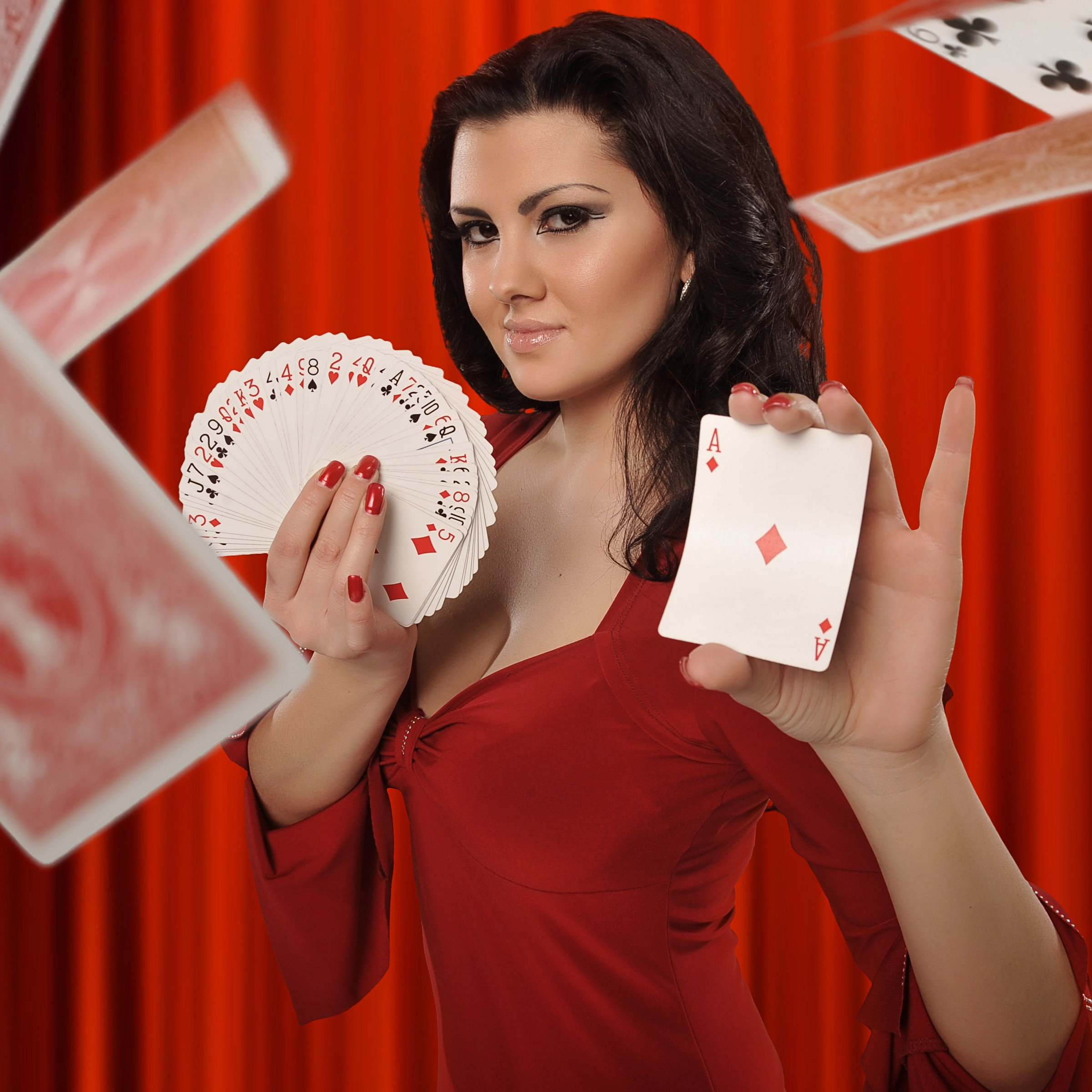
Kouzelnice Kelly

Narodila se 6. ledna 1988 v Olomouci. Dětství prožila v Pardubicích, kde vystudovala Fakultu ekonomicko-správní na zdejší univerzitě. Po studiích se přestěhovala do Olomouce, kde se provdala za kouzelníka Tomáše Juříka, známého pod uměleckým jménem Tomasiano, s nímž má dvě děti.
Na jevišti se poprvé objevila v roce 1993 po boku svých rodičů, profesionálních kouzelníků Jana a Soni Kellnerových. Kelly je tak již čtvrtou pokračující generací kouzelnického rodu Kellnerových, který má tradici od roku 1623 a patří k nejstarším uměleckým rodům v Evropě.
Vystupovala s kouzelným divadlem Illusion revue Kellner v Pardubicích. Později začala vystupovat jako sólista, zároveň se podílela na televizních pořadech. Její učitelkou herectví byla Valérie Kaplanová (Východočeské divadlo), později Petra Janečková (herečka, Východočeské divadlo). Baletní průpravu získala od Petra Borii (šef baletu Národního divadla Moravskoslezského). Provdala se za kouzelníka Tomasiana, který je jejím hlavním odborným poradcem. Věnuje se jevištní magii, mentalismu, iluzím, manipulacím a mikromagii.

## Česko Slovensko má talent
Na jaře 2018 se přihlásila do sedmé řady soutěže Česko Slovensko má talent, kde v prvním kole porotu zaujala kouzelnickým vystoupením věnovaným vzpomínce na dědečka. To jí zajistilo čtyřnásobné kladné hodnocení. Velkým třeskem ji porota poslala do semifinále. V semifinále jí porota vybrala z druhých míst diváckého hlasování v kategorii Variety jako devátého finalistu. Ve finále předvedla vystoupení s mentalismem a umístila se pátá.

## Televizní pořady
2007 – Všechnopárty (ČT1) (pořad / odvysíláno 9.10.)
2018 – Česko Slovensko má talent (TV Prima + TV JOJ) (soutěž / vysíláno od září do prosince)
2020
- Dobré ráno (ČT2) (odvysíláno 26.2.)[20]
- Snídaně s Novou (TV Nova) (pořad / odvysíláno 20.2.)[21]
- BooYang TV (E4) (pořad / odvysíláno 14.5.)[22]

2022
- Abrakadabra (TV Spektrum) (česko – maďarský dokumentární seriál)[23]
- Teleráno (TV Markíza) (pořad / odvysíláno 6.12.)[24]

2023 – Dobré ráno (ČT2) (pořad / odvysíláno 14.2.)